# Lista de prêmios e indicações recebidos por Margot Robbie
Esta é uma lista de prêmios e indicações recebidos por Margot Robbie, uma atriz australiana. Em 2017, ela recebeu indicações ao Oscar de melhor atriz, BAFTA de melhor atriz em cinema, Globo de Ouro de melhor atriz em filme dramático e Prémio Screen Actors Guild de melhor atriz principal em cinema, e ganhou o AACTA de melhor atriz, todos por seu papel no filme I, Tonya. No ano seguinte, foi indicada ao BAFTA de melhor atriz coadjuvante em cinema, Prémio Screen Actors Guild de melhor atriz secundária em cinema e AACTA de melhor atriz coadjuvante por seu papel como Isabel I de Inglaterra em Mary Queen of Scots. Em 2019, ela foi indicada ao Globo de Ouro de melhor atriz coadjuvante em cinema, Prémio Screen Actors Guild de melhor atriz secundária em cinema e ganhou o AACTA de melhor atriz coadjuvante por sua participação em Bombshell.

## Principais prêmios e indicações

### Óscar
| Ano  | Categoria                | Indicação               | Resultado | Ref.  |
| ---- | ------------------------ | ----------------------- | --------- | ----- |
| 2018 | Melhor Atriz             | I, Tonya                | Indicado  | [ 1 ] |
| 2020 | Melhor Atriz Coadjuvante | Bombshell               | Indicado  | [ 2 ] |
| 2024 | Melhor Filme             | Barbie (como produtora) | Indicado  | [ 3 ] |

### British Academy Film Awards
| Ano  | Categoria                               | Indicação                        | Resultado | Ref.  |
| ---- | --------------------------------------- | -------------------------------- | --------- | ----- |
| 2015 | Melhor Ator ou Atriz em Ascensão        | Melhor Ator ou Atriz em Ascensão | Indicado  | [ 4 ] |
| 2018 | Melhor Atriz em Cinema                  | I, Tonya                         | Indicado  | [ 5 ] |
| 2019 | Melhor Atriz Coadjuvante em Cinema      | Mary Queen of Scots              | Indicado  | [ 6 ] |
| 2020 | Melhor Atriz Coadjuvante em Cinema      | Bombshell                        | Indicado  | [ 7 ] |
| 2020 | Melhor Atriz Coadjuvante em Cinema      | Once Upon a Time in Hollywood    | Indicado  | [ 7 ] |
| 2024 | Melhor Atriz                            | Barbie                           | Indicado  | [ 8 ] |
| 2024 | Melhor Filme Britânico (como produtora) | Saltburn                         | Indicado  | [ 8 ] |

### Prêmios Globo de Ouro
| Ano  | Categoria                                 | Indicação             | Resultado | Ref.   |
| ---- | ----------------------------------------- | --------------------- | --------- | ------ |
| 2018 | Melhor Filme de Comédia ou Musical        | I, Tonya              | Indicado  | [ 9 ]  |
| 2018 | Melhor Atriz em Comédia ou Musical        | I, Tonya              | Indicado  | [ 9 ]  |
| 2020 | Melhor Atriz Coadjuvante em Cinema        | Bombshell             | Indicado  | [ 10 ] |
| 2021 | Melhor Filme Dramático                    | Promising Young Woman | Indicado  | [ 11 ] |
| 2023 | Melhor Atriz em Comédia ou Musical        | Babylon               | Indicado  | [ 12 ] |
| 2024 | Melhor Atriz em Comédia ou Musical        | Barbie                | Indicado  | [ 13 ] |
| 2024 | Melhor Filme de Comédia ou Musical        | Barbie                | Indicado  | [ 13 ] |
| 2024 | Conquista Cinematográfica e de Bilheteria | Barbie                | Venceu    | [ 13 ] |

### Prêmios Screen Actors Guild
| Ano  | Categoria                          | Indicação                     | Resultado | Ref.   |
| ---- | ---------------------------------- | ----------------------------- | --------- | ------ |
| 2018 | Melhor Atriz Principal em Cinema   | I, Tonya                      | Indicado  | [ 14 ] |
| 2019 | Melhor Atriz Coadjuvante em Cinema | Mary Queen of Scots           | Indicado  | [ 15 ] |
| 2020 | Melhor Atriz Coadjuvante em Cinema | Bombshell                     | Indicado  | [ 16 ] |
| 2020 | Melhor Elenco em Cinema            | Bombshell                     | Indicado  | [ 16 ] |
| 2020 | Melhor Elenco em Cinema            | Once Upon a Time in Hollywood | Indicado  | [ 16 ] |
| 2023 | Melhor Elenco em Cinema            | Babylon                       | Indicado  | [ 17 ] |
| 2024 | Melhor Elenco em Cinema            | Barbie                        | Indicado  | [ 18 ] |
| 2024 | Melhor Atriz em Cinema             | Barbie                        | Indicado  | [ 18 ] |

## Outros prêmios e indicações

### Alliance of Women Film Journalists
| Ano  | Categoria                                                   | Indicação            | Resultado | Ref.          |
| ---- | ----------------------------------------------------------- | -------------------- | --------- | ------------- |
| 2017 | Atriz Que Mais Necessita de um Novo Empresário              | The Legend of Tarzan | Indicado  | [ 19 ]        |
| 2017 | Atriz Que Mais Necessita de um Novo Empresário              | Suicide Squad        | Indicado  | [ 19 ]        |
| 2017 | Hall da Vergonha (dividido com David Ayer)                  | Suicide Squad        | Indicado  | [ 19 ]        |
| 2018 | Melhor Atriz                                                | I, Tonya             | Indicado  | [ 20 ] [ 21 ] |
| 2018 | Melhor Performance                                          | I, Tonya             | Venceu    | [ 20 ] [ 21 ] |
| 2023 | Ela Merece um Novo Empresário                               | Babylon              | Indicado  | [ 22 ]        |
| 2024 | Melhor Filme                                                | Barbie               | Indicado  | [ 23 ]        |
| 2024 | Melhor Atriz                                                | Barbie               | Indicado  | [ 23 ]        |
| 2024 | Conquista Excepcional Feminina na Indústria Cinematográfica | Barbie               | Indicado  | [ 23 ]        |

### Australian Film Institute Awards International
| Ano  | Categoria                                        | Indicação                     | Resultado | Ref.   |
| ---- | ------------------------------------------------ | ----------------------------- | --------- | ------ |
| 2018 | Melhor Atriz Internacional em Cinema             | I, Tonya                      | Venceu    | [ 24 ] |
| 2019 | Melhor Atriz Coadjuvante Internacional em Cinema | Mary Queen of Scots           | Indicado  | [ 25 ] |
| 2020 | Melhor Atriz Coadjuvante Internacional em Cinema | Bombshell                     | Venceu    | [ 26 ] |
| 2020 | Melhor Atriz Coadjuvante Internacional em Cinema | Once Upon a Time in Hollywood | Indicado  | [ 26 ] |
| 2021 | Melhor Filme                                     | Promising Young Woman         | Venceu    | [ 27 ] |
| 2022 | Melhor Atriz                                     | Babylon                       | Indicado  | [ 28 ] |
| 2023 | Melhor Filme                                     | Barbie                        | Pendente  | [ 29 ] |
| 2023 | Melhor Atriz                                     | Barbie                        | Pendente  | [ 29 ] |

### Sociedade de Críticos de Cinema de Boston
| Ano  | Categoria     | Indicação             | Resultado | Ref.   |
| ---- | ------------- | --------------------- | --------- | ------ |
| 2013 | Melhor Elenco | O Lobo de Wall Street | Indicado  | [ 30 ] |

### Associação de Críticos de Cinema de Chicago
| Ano  | Categoria    | Indicação | Resultado | Ref.   |
| ---- | ------------ | --------- | --------- | ------ |
| 2017 | Melhor Atriz | I, Tonya  | Indicado  | [ 31 ] |
| 2023 | Melhor Atriz | Barbie    | Indicado  | [ 32 ] |

### Prêmios Critics' Choice Movie
| Ano  | Categoria                          | Indicação                     | Resultado | Ref.          |
| ---- | ---------------------------------- | ----------------------------- | --------- | ------------- |
| 2014 | Melhor Elenco em Cinema            | O Lobo de Wall Street         | Indicado  | [ 33 ]        |
| 2016 | Melhor Atriz em Filme de Ação      | Esquadrão Suicida             | Venceu    | [ 34 ]        |
| 2018 | Melhor Atriz em Comédia            | I, Tonya                      | Venceu    | [ 35 ] [ 36 ] |
| 2018 | Melhor Atriz em Cinema             | I, Tonya                      | Indicado  | [ 35 ] [ 36 ] |
| 2019 | Melhor Elenco em Cinema            | Once Upon a Time in Hollywood | Indicado  | [ 37 ]        |
| 2019 | Melhor Elenco em Cinema            | Bombshell                     | Indicado  | [ 37 ]        |
| 2019 | Melhor Atriz Coadjuvante em Cinema | Bombshell                     | Indicado  | [ 37 ]        |
| 2023 | Melhor Atriz em Cinema             | Babylon                       | Indicado  | [ 38 ]        |
| 2024 | Melhor Filme                       | Saltburn                      | Indicado  |               |
| 2024 | Melhor Filme                       | Barbie                        | Indicado  |               |
| 2024 | Melhor Comédia                     | Barbie                        | Venceu    |               |
| 2024 | Melhor Atriz                       | Barbie                        | Indicado  |               |
| 2024 | Melhor Elenco                      | Barbie                        | Indicado  |               |

### Sociedade de Críticos de Cinema de Detroit
| Ano  | Categoria     | Indicação             | Resultado | Ref.   |
| ---- | ------------- | --------------------- | --------- | ------ |
| 2013 | Melhor Elenco | O Lobo de Wall Street | Indicado  | [ 39 ] |
| 2017 | Melhor Atriz  | I, Tonya              | Indicado  | [ 40 ] |

### Dorian Awards
| Ano  | Categoria           | Indicação | Resultado | Ref.   |
| ---- | ------------------- | --------- | --------- | ------ |
| 2018 | Melhor Atriz do Ano | I, Tonya  | Indicado  | [ 41 ] |

### Empire Awards
| Ano  | Categoria                 | Indicação             | Resultado | Ref.   |
| ---- | ------------------------- | --------------------- | --------- | ------ |
| 2014 | Melhor Revelação Feminina | O Lobo de Wall Street | Venceu    | [ 42 ] |

### Círculo dos Críticos de Cinema da Flórida
| Ano  | Categoria                | Indicação | Resultado | Ref.          |
| ---- | ------------------------ | --------- | --------- | ------------- |
| 2017 | Melhor Atriz             | I, Tonya  | Venceu    | [ 43 ] [ 44 ] |
| 2019 | Melhor Atriz Coadjuvante | Bombshell | Indicado  | [ 45 ]        |
| 2022 | Melhor Elenco            | Babylon   | Indicado  | [ 46 ]        |

### Gotham Awards
| Ano  | Categoria    | Indicação | Resultado | Ref.   |
| ---- | ------------ | --------- | --------- | ------ |
| 2017 | Melhor Atriz | I, Tonya  | Indicado  | [ 47 ] |

### Hollywood Critics Association
| Ano  | Categoria                | Indicação                     | Resultado | Ref.   |
| ---- | ------------------------ | ----------------------------- | --------- | ------ |
| 2019 | Melhor Atriz Coadjuvante | Once Upon a Time in Hollywood | Indicado  | [ 48 ] |
| 2020 | Melhor Atriz             | Birds of Prey                 | Indicado  | [ 49 ] |

### Hollywood Film Awards
| Year | Category      | Nominated work | Result | Ref.   |
| ---- | ------------- | -------------- | ------ | ------ |
| 2017 | Melhor Elenco | I, Tonya       | Venceu | [ 50 ] |

### Prêmios Independent Spirit
| Ano  | Categoria    | Indicação | Resultado | Ref.   |
| ---- | ------------ | --------- | --------- | ------ |
| 2018 | Melhor Atriz | I, Tonya  | Indicado  | [ 51 ] |

### Logie Awards
| Ano  | Categoria          | Indicação  | Resultado | Ref.   |
| ---- | ------------------ | ---------- | --------- | ------ |
| 2009 | Atriz Revelação    | Neighbours | Indicado  | [ 52 ] |
| 2011 | Atriz Mais Popular | Neighbours | Indicado  | [ 53 ] |

### London Film Critics' Circle
| Ano  | Categoria                | Indicação | Resultado | Ref.   |
| ---- | ------------------------ | --------- | --------- | ------ |
| 2020 | Melhor Atriz Coadjuvante | Bombshell | Indicado  | [ 54 ] |

### Prêmios MTV Movie & TV
| Ano  | Categoria                                                                         | Indicação             | Resultado | Ref.   |
| ---- | --------------------------------------------------------------------------------- | --------------------- | --------- | ------ |
| 2014 | Melhor Revelação                                                                  | O Lobo de Wall Street | Indicado  | [ 55 ] |
| 2016 | Melhor Beijo (dividido com Will Smith)                                            | Focus                 | Indicado  | [ 56 ] |
| 2021 | Melhor Luta (dividido com Rosie Perez, Mary Elizabeth Winstead e Jurnee Smollett) | Birds of Prey         | Indicado  | [ 57 ] |

### New York Film Critics Online
| Ano  | Categoria    | Indicação | Resultado | Ref.   |
| ---- | ------------ | --------- | --------- | ------ |
| 2017 | Melhor Atriz | I, Tonya  | Venceu    | [ 58 ] |

### People's Choice Awards
| Ano  | Categoria                     | Indicação         | Resultado | Ref.   |
| ---- | ----------------------------- | ----------------- | --------- | ------ |
| 2017 | Atriz de Cinema Favorita      | Esquadrão Suicida | Indicado  | [ 59 ] |
| 2017 | Melhor Atriz em Filme de Ação | Esquadrão Suicida | Venceu    | [ 59 ] |
| 2020 | Melhor Atriz de Cinema        | Birds of Prey     | Indicado  | [ 60 ] |
| 2020 | Melhor Atriz em Filme de Ação | Birds of Prey     | Indicado  | [ 60 ] |
| 2021 | Melhor Atriz de Cinema        | The Suicide Squad | Indicado  | [ 61 ] |
| 2024 | Atriz do Ano                  | Barbie            | Pendente  | [ 62 ] |
| 2024 | Atriz de Comédia do Ano       | Barbie            | Pendente  | [ 62 ] |

### Sociedade dos Críticos de Cinema de San Diego
| Ano  | Categoria    | Indicação | Resultado | Ref.   |
| ---- | ------------ | --------- | --------- | ------ |
| 2017 | Melhor Atriz | I, Tonya  | Indicado  | [ 63 ] |

### San Francisco Film Critics Circle
| Ano  | Categoria                | Indicação | Resultado | Ref.   |
| ---- | ------------------------ | --------- | --------- | ------ |
| 2017 | Melhor Atriz             | I, Tonya  | Venceu    | [ 64 ] |
| 2019 | Melhor Atriz Coadjuvante | Bombshell | Indicado  | [ 65 ] |

### Sant Jordi Awards
| Ano  | Categoria                  | Indicação                     | Resultado | Ref.          |
| ---- | -------------------------- | ----------------------------- | --------- | ------------- |
| 2020 | Melhor Atriz Internacional | Once Upon a Time in Hollywood | Venceu    | [ 66 ] [ 67 ] |

### Prêmios Satellite
| Ano  | Categoria                          | Indicação           | Resultado | Ref.   |
| ---- | ---------------------------------- | ------------------- | --------- | ------ |
| 2018 | Melhor Atriz em Cinema             | I, Tonya            | Indicado  | [ 68 ] |
| 2019 | Melhor Atriz Coadjuvante no Cinema | Mary Queen of Scots | Indicado  | [ 69 ] |
| 2020 | Melhor Atriz Coadjuvante no Cinema | Bombshell           | Indicado  | [ 70 ] |
| 2021 | Melhor Atriz em Comédia ou Musical | Birds of Prey       | Indicado  | [ 71 ] |
| 2023 | Melhor Atriz em Comédia ou Musical | Babylon             | Indicado  | [ 72 ] |
| 2024 | Melhor Atriz em Comédia ou Musical | Barbie              | Pendente  | [ 73 ] |

### Prêmio Saturno
| Ano  | Categoria                          | Indicação         | Resultado | Ref.   |
| ---- | ---------------------------------- | ----------------- | --------- | ------ |
| 2017 | Melhor Atriz Coadjuvante em Cinema | Esquadrão Suicida | Indicado  | [ 74 ] |
| 2021 | Melhor Atriz                       | Birds of Prey     | Indicado  | [ 75 ] |
| 2024 | Melhor Atriz                       | Barbie            | Pendente  | [ 76 ] |

### Prémios Teen Choice
| Ano  | Categoria                 | Indicação         | Resultado | Ref.   |
| ---- | ------------------------- | ----------------- | --------- | ------ |
| 2016 | Atriz de Cinema Escolhida | Esquadrão Suicida | Venceu    | [ 77 ] |

### Washington D.C. Area Film Critics Association
| Ano  | Categoria    | Indicação | Resultado | Ref.   |
| ---- | ------------ | --------- | --------- | ------ |
| 2017 | Melhor Atriz | I, Tonya  | Indicado  | [ 78 ] |
| 2023 | Melhor Atriz | Barbie    | Indicado  | [ 79 ] |

### Young Hollywood Awards
| Ano  | Categoria       | Indicação       | Resultado | Ref.   |
| ---- | --------------- | --------------- | --------- | ------ |
| 2014 | Atriz Revelação | Atriz Revelação | Indicado  | [ 80 ] |